# Kantáros trogon
A kantáros trogon (Apaloderma narina) a madarak osztályába a trogonalakúak (Trogoniformes) rendjébe és a trogonfélék (Trogonidae) családjába  tartozó faj.

## Előfordulása
Afrikában a Szahara alatti területén honos. Erdők lombkoronájának lakója.

## Alfajai
- Apaloderma narina arcanum
- Apaloderma narina brachyurum
- Apaloderma narina constantia
- Apaloderma narina littorale
- Apaloderma narina narina
- Apaloderma narina rufiventre

## Megjelenése
Testhossza 32 centiméter.
|  |

## Életmódja
A repülő rovarokat is megfogja, de főleg hernyókkal táplálkozik.

## Szaporodása
Fák odvába rakja fészkét.